# Skoglar Toste

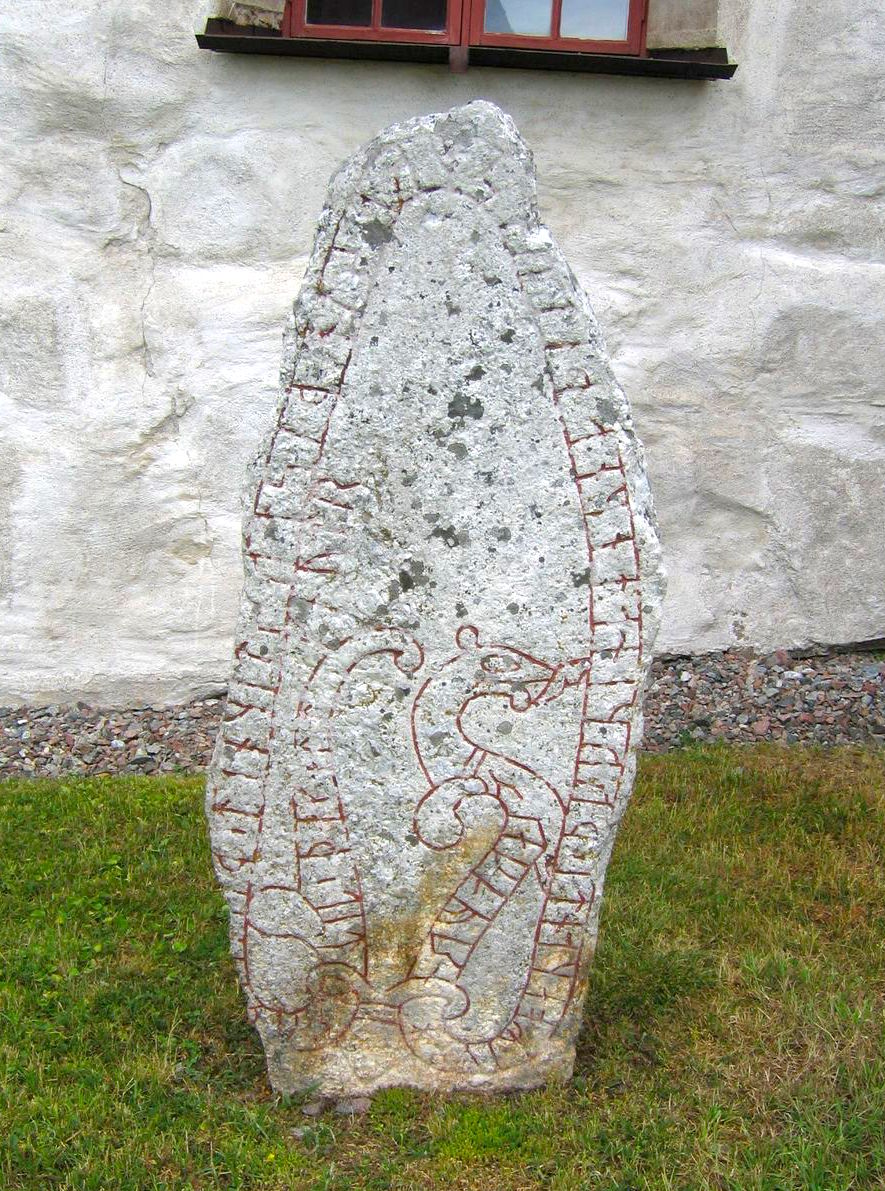
Der Runenstein von Yttergärde U 344 in Orkesta aus dem 11. Jahrhundert, der Skoglar Toste erwähnt

Skoglar Toste, auch Skoglar Tosti genannt, (* um 940; † nach 1003) war ein mächtiger schwedischer Häuptling aus der historischen Provinz Västergötland, der zahlreiche Wikingerfahrten unternahm und als erster in England die später als „Danegeld“ bezeichneten Schutzgeldzahlungen erhob. Durch seine Kinder wurde er zum Vorfahren der beiden Geschlechter, die von der Mitte des zwölften Jahrhunderts an rund hundert Jahre lang um den Thron Schwedens rangen, denn sein Sohn Ulf Tostesson war der Stammvater des Sverkergeschlechts und seine Tochter Sigrid die Stolze die Stammmutter des Eriksgeschlechts.

## Herkunft
Über die Herkunft von Toste ist nichts Näheres bekannt, nicht einmal der in den nordischen Ländern üblicherweise angegebene Vorname seines Vaters. Da er in den Sagas als „einer der vornehmsten und mächtigsten Schweden, die keinen hohen Titel trugen“ bezeichnet wird, stammte er wohl aus einem angesehenen schwedischen Magnatengeschlecht. Dies wird auch dadurch unterstrichen, dass er aus eigenem Vermögen eine Reihe von Wikingerexpeditionen ausrüsten konnte, der Ziehvater von Harald Grenske – dem späteren König von Vestfold in Norwegen – und der Schwiegervater von Erik VIII. Segersäll (der Siegreiche) war, der von 970 bis 995 als König von Schweden regierte.
Der machtpolitische Schwerpunkt der Familie lag in Västergötland, einer historischen Provinz im Südwesten Schwedens, die am Kattegat, südlich von Värmland und Närke, sowie westlich von Östergötland und Småland gelegen war und damals im Süden und Westen an Dänemark grenzte. Seit dem frühen Mittelalter bestand dort ein eigenes Königreich der Geten/Gautar/Götar (nicht aber der „Goten“), deren berühmtester König der sagenhafte Beowulf war, der der Protagonist des nach ihm benannten, in altenglischer Sprache abgefassten Heldengedichtes Beowulf ist, das an der Wende vom 5. zum 6. Jahrhundert in Schweden und Dänemark spielt.
Toste wurde als Heide geboren und ist wohl auch als solcher gestorben, da sich erst sein eigener Enkel, Olaf Schoßkönig als erster schwedischer König im Jahre 1000 in Husaby (nahe der Stadt Skara und dem Vänersee in der Provinz Västergötland) taufen ließ und dort das erste schwedische Bistum gründete.
Der Zusatzname „Skoglar“, auch „Skagul“ weist ihn als erfolgreichen Kämpfer aus, da „skagul“ einer der zahlreichen alt-norwegischen Namen für Schlacht ist.

## Hintergrund

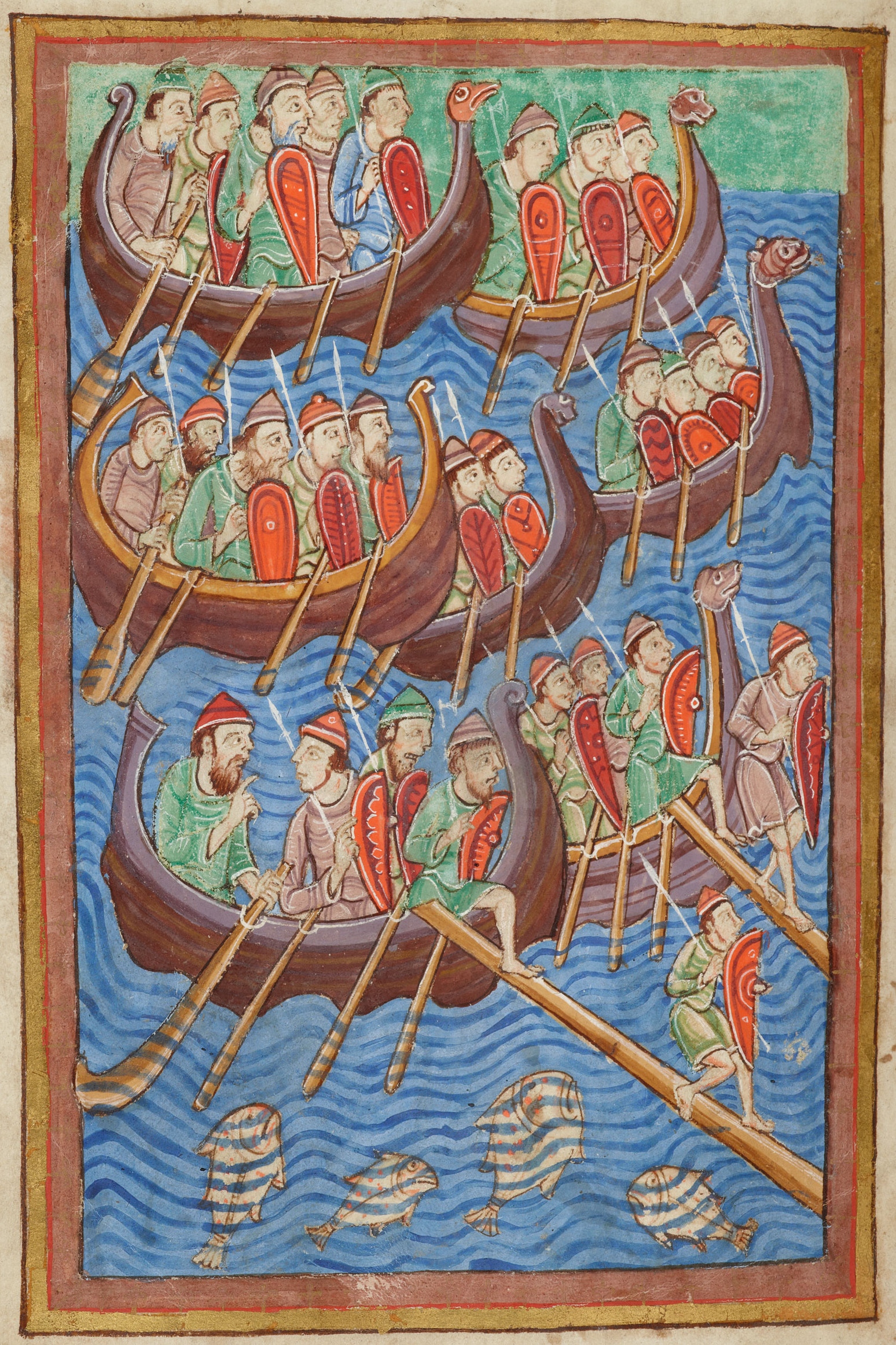
Dänische Wikinger bei der Invasion Englands, Illustration aus dem 11. Jh.

In der „Wikingerzeit“ – die mit der Plünderung des Klosters Lindisfarne (im Nordosten Englands) im Juni 793 begann und um 1050 endete – kam es in Skandinavien zu einer militärischen, demographischen und wirtschaftlichen Expansion. Diese zeigte sich auch in einer zunehmenden Präsenz bewaffneter Wikingerflotten, die – neben gelegentlichem friedlichen Handel – die Küstenregionen in Reichweite ihrer Langschiffe durch Raub- und Plünderzüge verheerten.
Diese Fahrten waren nicht auf regionale Ziele beschränkt, sondern erstreckten sich über die britischen Inseln hinaus auf Frankreich, Spanien, die Küsten des Mittelmeeres bis nach Konstantinopel und führten im Osten in die Weiten Russlands – wobei es in England, Irland, der Normandie, in Sizilien und in Russland zu dauerhaften Niederlassungen beziehungsweise zu Staatsgründungen kam.
Wie die Angelsächsische Chronik zeigt, waren die britischen Inseln etwa ab 990 regelmäßiges Ziel von Wikingerexpeditionen dänischer Könige und Magnaten. Um die Verheerung ganzer Landstriche abzuwenden, wurden von den englischen Königen große Summen Geldes an die Wikingerführer gezahlt, die als Danegeld bezeichnet wurden.
In England gab es 867, 872 und 876 auf lokaler Ebene Zahlungen von „Tributen“ oder „Stipendien“ an plündernde Wikingergruppen, ab dem Jahr 991 erfolgten diese unter König Æthelred angesichts der Größe der Verheerung jedoch landesweit. So wurden etwa im Jahre 991 über 10.000 Pfund Silber bezahlt, 994 kam Olav I. Tryggvason († um 1000) König von Norwegen und sein Schwager Sven Gabelbart († n. 1014) König von Dänemark mit 94 Schiffen, belagerten London (vergeblich), plünderten Essex, Kent, Sussex und Hampshire und kassierten schließlich 16.000 Pfund in Silber, 1002 wurden 24.000 Pfund Silber (knapp 9000 kg bezahlt) und 1004 an König Swein Gabelbart in Norwich etwa 30.000 Pfund Silber übergeben. Erst 1016 hörten die Wikingerzüge nach England auf, da der dänische König Knut der Große (* um 995; † 1035) England erobert hatte. Im Jahre 1018 erhob er einen Tribut in Höhe von 82.500 Pfund Silber, mit dem er seine Truppen entlohnte. Es war das höchste und letzte Danegeld.

## Leben
Über das Leben des Skoglar Toste ist nicht viel bekannt. Dies nicht zuletzt, da die ältesten schwedischen Urkunden erst im 12. Jahrhundert ausgestellt wurden. Es gibt jedoch einige Hinweise, die etwas Licht auf sein Leben werfen: Ein „urkundlicher“ Hinweis ist insofern gegeben, da sein Name auf einem Runenstein aufscheint, der anhand des Schreibstils in das 11. Jahrhundert datiert wird. Etwas ausführlicher wird er in der „Heimskringla“, der von dem bedeutenden isländischen Dichter und Geschichtsschreiber Snorri Sturluson (* 1178/79; † 1241) um 1230 aufgezeichneten Geschichte der nordischen Könige erwähnt. Auch in der Chronik des Symeon von Durham (* um 1060; † 1130), der „Historia regum Anglorum et Dacorum“ wird er vermutlich erwähnt.

### Der Runenstein von Yttergärde
Der oben abgebildete Runenstein von Yttergärde U 344 wurde 1868 in Yttergärde aufgefunden, befindet sich jedoch heute außerhalb der Kirche von Orkesta in der Gemeinde Vallentuna nordöstlich von Stockholm in Schweden. Er besteht aus weißem Granit und wird auf Grund des Schriftbildes auf etwa 1020 n. Chr. datiert. Dieser Runenstein wurde zu Ehren des Ulf von Borresta errichtet, der selbst ein Wikinger und zugleich ein „Runenmeister“ war, der mehrere Runensteine für Verwandte und Kampfgefährten anfertigte.
Der gegenständliche Runenstein wurde zu seinem Gedächtnis angefertigt und in Yttergerde aufgestellt.
Die Transkription des Runentextes lautet wie folgt:
„in ulfr hafiR o| |onklati ' þru kialt| |takat þit uas fursta þis tusti ka-t ' þ(a) ---- (þ)urktil ' þa kalt knutr“
In englischer Übersetzung:
„And Ulfr has taken three payments in England. That was the first that Tosti paid. Then Þorketill paid. Then Knútr paid.“
Übersetzt etwa: „Und Ulv hat in England drei Zahlungen bekommen. Die erste war das, was Toste zahlte. Dann zahlte Torkel. Dann zahlte Knut.“
Das bedeutet zunächst, dass Ulf von Borresta dreimal an Wikingerexpeditionen nach England teilgenommen hat und als einer der Unterführer der Expedition jeweils einen Teil des Danegeldes erhalten hat.
Von Interesse sind jedoch vor allem die Namen derjenigen, die Ulf bezahlt haben und damit die Anführer der jeweiligen Expeditionen waren.
Bei dem als ersten genannten Tosti handelt es sich nach übereinstimmender Meinung um niemand anderen als um Skoglar Toste.
Skoglar Toste war demnach der Anführer der ersten der drei genannten Wikingerexpeditionen, der an seinen Kampfgefährten Ulf von Borresta einen Teil des eingehobenen „Danegeldes“ weitergab. Die Frage, wann diese Expedition stattfand, bleibt damit offen, sie konnte jedoch anhand von Eintragungen in zeitgenössischen Chroniken beantwortet und der Zeitpunkt als das Jahr 991 bestimmt werden.
Auch die beiden anderen Anführer der Wikingerfahrten des Ulf von Borresta konnten identifiziert werden:
Bei dem zweiten Anführer Torkel handelt es sich wohl um „Torkjell Høge“ (Torkel der Lange), der 1010/1011 eine große Wikingerexpedition nach England unternahm. Er war ein Bruder von Jarl Sigvaldi, dem Kommandanten der Jomswikinger und ihrer Hauptstadt Jomsburg, und selbst ein Anführer der Jomswikinger, der von König Knut dem Großen 1017 zum Jarl von Ostanglien ernannt wurde.
Bei dem Dritten auf dem Runenstein von Yttergärde U 344 erwähnten Anführer handelt es sich um Knut den Großen, König von Dänemark der im Jahre 1018 mit einer riesigen Flotte von Langschiffen eine Invasion von England unternahm.
Während dem Runenstein zu entnehmen ist, dass Ulf von Borresta an allen drei Wikingerexpeditionen teilgenommen hat, kann man dies von Skoglar Toste – bezüglich der zweiten und dritten Expedition – bestenfalls vermuten.

### Die Sagas
Ein Hinweis auf Skoglar Toste findet sich auch in der Heimskringla und zwar in der Geschichte von Harald Graumantel – der von 960 bis 970 als König von Norwegen regierte – im Kapitel 11 über „Harald den Grenländer“.
„Ein Mann in Schweden hieß Tosti. Er war der mächtigste und angesehenste der Männer in diesem Lande, die keinen hohen Titel trugen. Er war ein gewaltiger Kriegsmann und immer lange auf Wikingerfahrten. Man nannte ihn Skögul-Tosti. Mit diesem Manne verband sich Harald der Grenländer, und er war mit dessen Schar im Sommer über auf Wikingfahrten und alle seine Männer schätzten Harald sehr. Harald wohnte nachher im Winter bei Tosti. Dessen Tochter hieß Sigrid, war jung, schön und sehr stattlich. Sie wurde später am König Erich den Siegreichen von Schweden vermählt. Beider Sohn war Olaf der Schwedische, der später König in Schweden war. Erich starb in seinem Bett zu Upsala, zehn Jahre nach Styrbjörns Tod.“
Tosti tritt hier als Gastgeber und Ziehvater des auf der Flucht befindlichen jugendlichen Harald Grenske (Harald der Grenländer) – dem Sohn von König Gudröd Björnsson – auf, der zuvor in der Provinz Grenland bei einem Ziehvater aufgewachsen war, jedoch nach der Tötung seines Vaters durch König Harald Graumantel nach Schweden zu Skoglar Toste floh. Dort nahm er an dessen Wikingerfahrten teil, lernte dessen Tochter Sigrid die Stolze kennen, was später für ihn fatale Folgen haben sollte.

### Die Chroniken
Auch in den zeitgenössischen Chroniken finden sich direkte oder indirekte Hinweise auf Skoglar Toste und dessen Wikingerfahrten.

#### Die Historia regum Anglorum et Dacorum
In dieser Chronik des Symeon von Durham findet sich (frei übersetzt) zum Jahr 991 folgender Eintrag:
„A.D. 991: Sitric folgte auf Ethelgar als Erzbischof von Canterbury. In diesem Jahr plünderten die Dänen Ipswich; ihre Anführer („dukes“) waren Justin und Guthmund, der Sohn von Steytan. Bald darauf eröffnete der tapfere Anführer der Ostsachsen Brithnod den Kampf. Nachdem auf beiden Seiten eine immense Zahl gefallen war, fiel auch Brithnod und das Glück der Dänen behielt die Oberhand. Auf den Rat von Siric, Erzbischof von Canterbury, sowie der Anführer Ethelward und Alfric wurde erstmals den Dänen ein Tribut in Höhe von 10.000 Pfund gegeben, um sie von den oftmaligen Plünderungen, Brandschatzungen und Abschlachtungen abzuhalten mit welchen sie ständig die Küste heimsuchten und um einen verlässlichen Frieden mit ihnen zu schließen.“

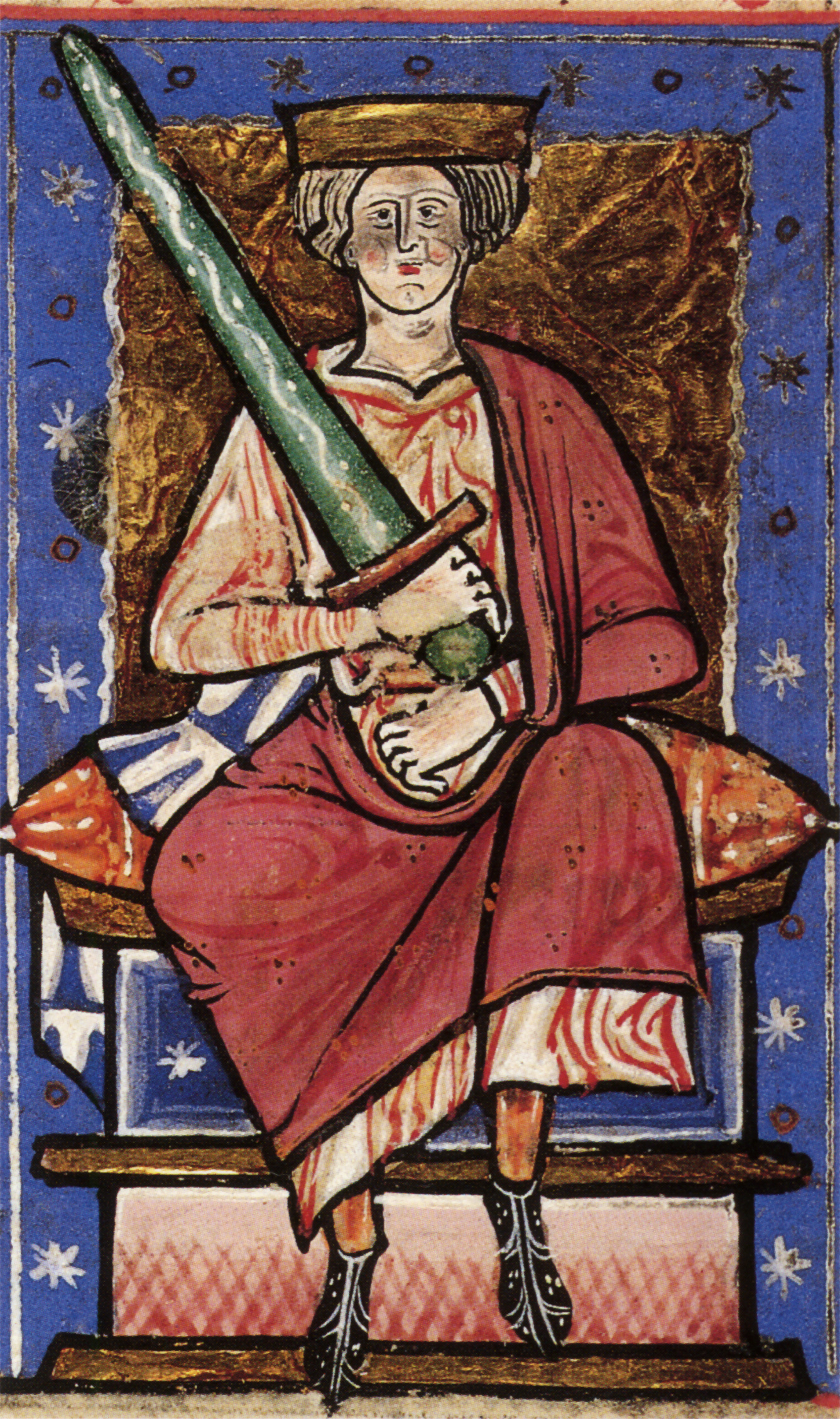
Aethelred the Unready, der englische König, der Toste im Jahre 991 10.000 Pfund Silber als Danegeld zahlte

Man nimmt heute an, dass es sich bei dem in diesem Text erwähnten Justin um eine ungenaue Überlieferung oder um einen Schreibfehler handelt, und der richtige Name Tusti oder Tosti lauten sollte. Aus dieser Annahme folgt, dass Skoglar Toste der Anführer der Wikingerexpedition war, die im Jahre 991 erfolgte.
Er nahm damit an der für die Wikinger siegreichen Schlacht von Maldon teil, die am 10. August 991 am Ufer des Flusses Blackwater in Essex stattfand, in der der britische Heerführer Earl Brythnoth fiel. Auf Anraten des Erzbischofs von Canterbury Sigerich der Ernste (990 – 994) entschloss sich erstmals ein König von England – Aethelred the Unready (der Unberatene) von Wessex (978 – 1013 und 1014–1016) zur Zahlung des enormen Betrages von 10.000 römischen Pfund Silber (rund 3.300 kg), um sein Königreich vor weiteren Verwüstungen durch die Wikinger zu schützen.

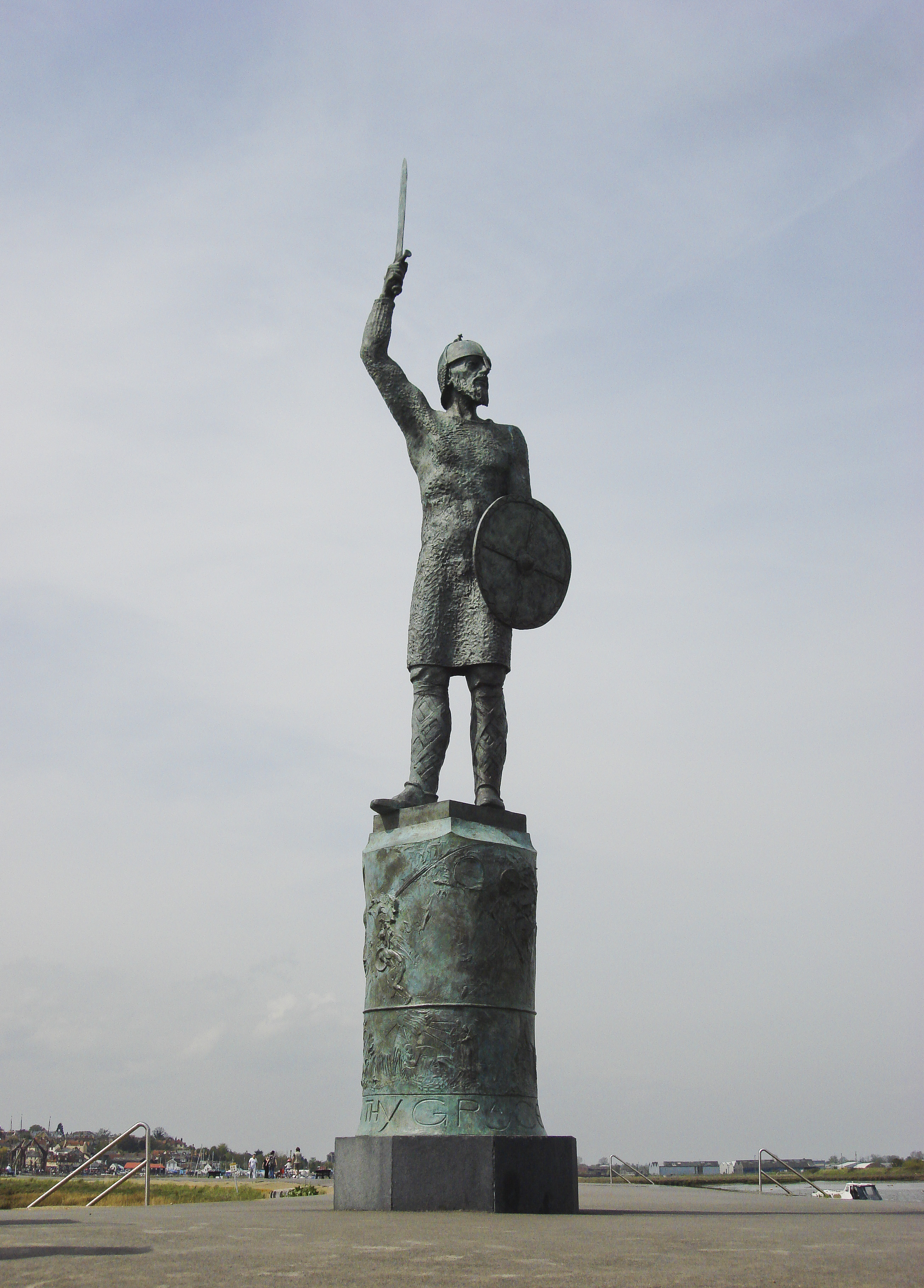
Statue von Tostes Gegner Earl Brythnoth, in Maldon

Diese historische Schlacht war auch Gegenstand eines angelsächsischen Gedichtes aus dem frühen 11. Jahrhundert: „Die Schlacht von Maldon“, das jedoch nur in einer unvollständigen späteren Abschrift erhalten ist. Es enthält jedoch die Forderung der Wikinger auf Zahlung eines Lösegeldes, die Zurückweisung dieser Forderung durch Earl Brithnoth und den Ablauf der Schlacht, in der die Flucht eines englischen Kommandanten auf dem Pferd des gefallenen Brithnoth zur Panik und zur Niederlage führte. Der Text enthält jedoch keinen Hinweis auf den Namen des Anführers der Wikinger.

#### Die Angelsächsische Chronik
Diese Chronik enthält zum gleichen Jahr 991 nur eine kurze Notiz, die frei übersetzt etwa wie folgt lautet:
„A.D 991. In diesem Jahr wurde Ipswich geplündert; und sehr bald darauf wurde Alderman Brithnoth bei Maldon erschlagen. In diesem Jahr wurde auch beschlossen, dass an die Dänen wegen des großen Terrors, den sie an der Meeresküste verursachten, erstmals Tribut gezahlt werden sollte. Dies waren 10.000 Pfund. Der erste, der diese Maßnahme empfahl, war Erzbischof Siric.“
An ergänzenden Angaben wären festzuhalten:
Nach dem englischen Wikipedia-Eintrag hätte Skogul Toste bereits im Jahre 970 in England Schutzgeld eingehoben. Nach dem Wiki-Artikel Runenstein von Yttergärde dürfte Toste auch an späteren Wikingerzügen als Befehlshaber der schwedischen Hilfstruppen von König Sven Gabelbart beteiligt gewesen sein, wie etwa an dem im Jahre 1003.

## Ehe und Nachkommen

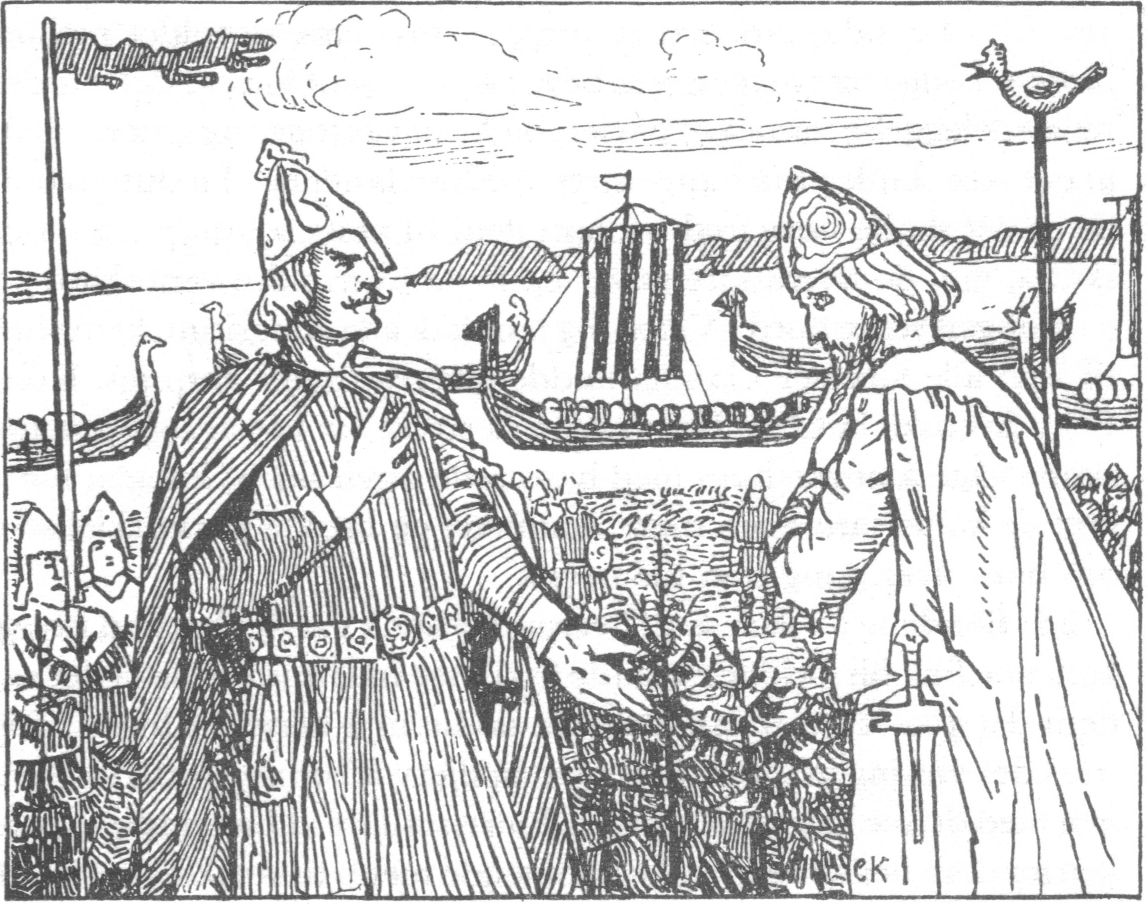
König Olav der Heilige und Ragnvald Ulfsson

Nach den Sagas hatte Skoglar Toste von seiner Ehefrau – deren Name und Herkunft unbekannt sind – zumindest zwei Kinder mit Nachkommenschaft:
- Ulf Tostesson, Jarl von Västergötland und Östergötland,
  - Ragnvald Ulfsson († nach 1028), Jarl von Västergötland und seit 1019 Jarl von Staraja Ladoga ⚭ I. Ingeborg Tryggvasdotter, eine Schwester von Olav I. Tryggvason König von Norwegen (995 – 1000) und Tochter von Tryggve Olavsson († 973) König der norwegischen Landschaft Viken (um den Oslofjord). Nach späteren Sagas heiratete Ragnvald ein zweites Mal und zwar vor 1028 Astrid Njalsdotter.[10] Er hatte aus erster Ehe drei Kinder und aus der 2. Ehe Stenkil Ragnvaldsson, den späteren König von Schweden.[11]
    - Ulf Ragnvaldsson Jarl, Feldherr der Republik Nowgorod, eroberte 1032 die historische Region Jugorien
    - Eilif Ragnvaldsson Jarl
    - Ostrida (Astrid) Ragnvaldsdotter
    - Stenkil Ragnvaldsson (* um 1028; † um 1066) König von Schweden (von ca. 1060 bis 1066), ⚭ Ingamoder Emundsdotter Prinzessin von Schweden aus dem Haus von Munsö, eine Tochter von Emund dem Alten König von Schweden u. d. Astrid. (Stenkil ist der Stammvater des Stenkilgeschlechts.)
- Sigrid „Storråda“ (die Stolze) (* um 965; † nach 1014) ⚭ I. vor 985 Erik VIII. Segersäll (der Siegreiche) König von Schweden († 995). Es ist ungeklärt, ob Sigrid die Stolze mehr als ein Mal verheiratet war, obwohl in den Sagas eine zweite Ehe mit Sven I. Tveskaeg (Gabelbart) König von Dänemark (* um 960; † Gainsborough 3. Februar 1014) erwähnt wird.[12] Dies, da in historischen Quellen sowohl bei der (zweiten) Ehefrau von König Erich dem Siegreichen als auch bezüglich der Ehe von Sven Gabelbart vielfach auf slawische Prinzessinnen verwiesen wird. Die Europäischen Stammtafeln sehen daher Gunhild von Polen – eine Tochter von Mieszko I., Herzog von Polen (960–992) – sowohl als 2. Gemahlin von Erik dem Siegreichen als auch als Ehefrau von Sven Gabelbart.[13] Dadurch reduziert sich die Nachkommenschaft von Sigrid auf:
  - Olaf II. Eriksson gen. „Schoßkönig“ (* vor 985 † 1022) König von Schweden
  - Emund Eriksson; † jung